# 아이롤로역
아이롤로역이탈리아어: Stazione di Airolo)은 스위스 티치노주와 아이롤로 지자체에 있는 기차역이다. 역은 고트하르트 터널의 남쪽 입구에 있는 스위스 연방 철도 고트하르트 철도 노선 상에 있다.
역에는 보행자 지하철로 연결된 측면 승강장과 섬 승강장으로 제공되는 3개의 플랫폼 선로가 있다. 옆 승강장에 있는 역 건물에는 키오스크와 매표소가 있지만, 대부분 지역 요구르트 제조업체에 양도되어 있다. 역 입구 바로 밖에는 고트하르트 터널 건설 중 희생된 인명을 추모하는 기념비가 있다.

## 운행편
2021년 12월 시간표 변경에 따라 아이롤로에서 다음 서비스가 정차한다.
- 인터레기오 : 로카르노와 아트-골다우 간 매시간 운행 기차는 바젤 SBB 또는 취리히 중앙역까지 계속 운행한다.
- S10 / S50 : 키아소, 코모 산조반니 또는 말펜사 공항터미널1까지 하루 1대의 기차

아우토포스탈레에서 운영하는 버스 서비스는 역 앞에서 종료되며, 보베나 고개에서 오버발트까지 가는 덜 빈번한 경로와 함께 철도와 평행한 벨린초나까지 시간당 서비스가 포함된다.

## 갤러리
- 플랫폼의 요구르트 공장
- 고트하르트 터널 진입 입구
- 역사 입구